# 1962 (numero)
Millenovecentosessantadue (1962) è il numero naturale dopo il 1961 e prima del 1963.

## Proprietà matematiche
- È un numero pari.
- È un numero composto da 12 divisori: 1, 2, 3, 6, 9, 18, 109, 218, 327, 654, 981, 1962. Poiché la somma dei suoi divisori (escluso il numero stesso) è 2328 > 1962, è un numero abbondante.
- È esprimibile in un solo modo come somma di due quadrati: 1962 = 1521 + 441 = 392 + 212.
- È un numero intoccabile.
- È un numero di Smith nel sistema numerico decimale.
- È un numero di Harshad nel sistema numerico decimale, cioè è divisibile per la somma delle sue cifre.
- È un numero semiperfetto in quanto pari alla somma di alcuni (o tutti) i suoi divisori.
- È un numero odioso.
- È parte delle terne pitagoriche (1080, 1638, 1962), (1962, 2616, 3270), (1962, 8720, 8938), (1962, 11800, 11962), (1962, 35616, 35670), (1962, 106920, 106938), (1962, 320784, 320790), (1962, 962360, 962362).

## Astronomia
- 1962 Dunant è un asteroide della fascia principale del sistema solare.

## Astronautica
- Cosmos 1962 è un satellite artificiale russo.